# 薄鱗寬箬鰨
薄鱗寬箬鰨為輻鰭魚綱鰈形目鰨亞目鰨科的其中一種，為熱帶海水魚，分布於中西太平洋巴布亞紐幾內亞海域，棲息在底層水域，生活習性不明。